# Citiolon
A citiolon különböző májbetegségek kezelésére használt gyógyszer. Rendszerint más szerekkel kombinációban használják.

## Előállítás
Acetil-metionint feloldanak −50 °C-os folyékony ammóniában, majd fém nátriumot adnak hozzá. Miután az oldat kékre színeződött, az ammóniát lepárolják, és a maradékot metanolban oldják fel. A nátrium-amidból(en) keletkező ammónia eltávolítására a metanolnak kb. a felét ledesztillálják, majd az oldatot újra feltöltik metanollal. Az így kapott erősen lúgos oldatot tömény sósavval közömbösítik, a nátrium-klorid csapadékot leszűrik, és a megmaradt részt vákuumban bepárolják. Savas közegben, a szárazra párolás során záródik az addig keletkezett N-acetil-homociszteinből gyűrűzárássalN-acetil-homocisztein tiolakton keletkezik, melyet 25%-os vizes alkoholból történő átkristályosítással nyernek ki.

## Készítmények
Önállóan:
- Citiolase
- Mucorex

A citiolon számos gyógyszerkombinációnak alkotórésze.
Magyarországon nincs forgalomban.